# Zastava M70
Zastava M70 je jurišna puška jugoslovanskega izvora, ki je bila zasnovana na osnovi sovjetskih pušk AK-47 in AKM, ki ju je oblikoval Mihail Kalašnikov. Od sovjetskih in drugih kalašnikovk jo lahko hitro ločimo po treh luknjah za hlajenje v kopiščku in črnem plastičnem ročaju. Na vse različice je mogoče namestiti dušilec poka, poleg tega pa na starejše modele tudi tromblon M60 in na novejše podcevni bombomet BGP 40 mm.
Poleg jurišne puške je bil v Jugoslaviji proizveden in v uporabi tudi puškomitraljez Zastava M72, ki je deloval na enakem principu in uporabljal okvirje enakega tipa kot puška M70.

## Delovanje
M70 deluje na enakem principu kot vse avtomatske puške iz družine kalašnikov. Ob pritisku na sprožilec se kladivce pod silo vzmeti z veliko silo zaleti v udarno iglo. Udarna igla udari ob netilko naboja in krogla se zaradi gorenja smodnika in sproščanja smodniških plinov začne z veliko hitrostjo pomikati naprej. Ko krogla doseže majhno odprtino na vrhu cevi skozi to odprtino smodniški plini potisnejo plinski cilinder po nazaj. Ker je plinski cilinder povezan z zaklep se ob tem premiku zaklep odklene in se začne pomikati nazaj. Ko se zaklepni mehanizem (zaklep in cilinder) pomakne dovolj nazaj, se kladivce napne,izvlekli naboja pa prazen tulec izvrže in povratna sila,prične potiskati nov naboj v ležišče naboja in orožje je pripravljeno za strel. Ta postopek se pri streljanju ponavlja dokler ima vojak naboje v okvirju (nabojniku),ko pa se ustreli zadnji naboj ostane zaklep v zadnjem položaju,a le z okvirji izdelanimi v Jugoslaviji.Pri uporabi Bolgarskih okvirjev zaklep namreč po izstrelitvi zadnjega naboja ne ostane v zadnjem položaju tako,da mora vojak sam ročno preveriti s tem, da ročno povleče zaklep v zadnji položaj ter ga izpusti s tem je orožje,.(kladivce) napeto in ob menjavi nabojnika in ponovnem repetiranju,pripravljeno za strel.Lahko pa pritisnemo na petelina ter zaklenemo orožje, če smo zaključili s streljanjem.

## Različice
|        | Kopito            | Zaklepišče | Skupna dolžina  | Teža (brez nabojnika) | Dodatno                       |
| ------ | ----------------- | ---------- | --------------- | --------------------- | ----------------------------- |
| M70    | fiksno leseno     | rezkano    | 920 mm          | 3,75 kg               | merek za tromblon             |
| M70A   | preklopno jekleno | rezkano    | 915 mm (640 mm) | 3,7 kg                | merek za tromblon             |
| M70B1  | fiksno leseno     | štancano   | 920 mm          | 3,75 kg               | merek za tromblon             |
| M70AB2 | preklopno jekleno | štancano   | 915 mm (640 mm) | 3,7 kg                | merek za tromblon             |
| M70B3  | fiksno leseno     | štancano   | 920 mm          | 4,1 kg                | nastavek za podcevni bombomet |
| M70AB3 | preklopno jekleno | štancano   | 915 mm (640 mm) | 3,7 kg                | nastavek za podcevni bombomet |

Poleg navedenih jugoslovanskih in srbskih različic M70*, so v Iraku izdelovali še vrsto licenčnih kopij pod imenom Tabuk, s fiksnim in preklopnim kopitom.

## Uporabniki
- Bosna in Hercegovina
- Črna Gora
- Hrvaška: V postopku zamenjave z jurišno puško VHS.
- Irak
- Jordan[2]
- Jugoslavija
- Kenija[3]
- Kosovo
- Makedonija[4]
- Slovenija
  -  Slovenska policija[5]
  -  Teritorialna obramba[6]/Slovenska vojska: V glavnem jo je zamenjala FN F2000, a se še vedno uporablja za vadbo. Uporabljajo jo rezervisti SV.[7]
- Srbija[8]

## Galerija
- Vojaki Jugoslovanske ljudske armade na mejnem prehodu Rožna Dolina, 1991
- Srpska dobrovoljačka garda, 1991
- Pripadniki Srbske vojske na vajah v Nemčiji, 2015
- Iraški policaj na straži, 2008
- Somalijski vojak vadi s puško M70, 2014
- Najnovejša različica - M70AB3 s pritrjenim podcevnim bombometom